# Liste des membres de la 6e Assemblée d'Irlande du Nord
Voici une liste des 90 membres de la sixième Assemblée d'Irlande du Nord, la législature décentralisée monocamérale d'Irlande du Nord. l'élection a eu lieu le 2 mars 2017, le décompte se terminant le lendemain; la participation électorale a été estimée à 64,8 %.
Seuls cinq (au lieu de six) MLAs ont été élus dans chacune des 18 circonscriptions, à la suite de l'Assembly Members (Reduction of Numbers) Act (Northern Ireland) 2016. La réduction a affecté négativement les candidats unionistes dont le bloc a perdu sa majorité pour la première fois dans l'histoire de l'Assemblée. Le SDLP a également été touché négativement, perdant son seul siège à l'ouest de Belfast
Le Speaker sortant Robin Newton a convoqué de manière informelle l'Assemblée le 22 mars pour rendre hommage à l'ancien vice-Premier ministre Martin McGuinness, décédé la veille.
Cependant, le DUP et le Sinn Féin n'ayant pas pu s'entendre pour former leur gouvernement de coalition obligatoire, l'Assemblée ne s'est pas officiellement réunie. Le 27 avril, les pourparlers ont été suspendus jusqu'à  la tenue d'élections générales anticipées le 8 juin, avec un délai le 29 juin 2017 pour que les parties parviennent à un accord, mais ce délai a été prolongé à plusieurs reprises au cours des trois années suivantes. Le DUP, le Sinn Féin et d'autres parties ont finalement convenu des conditions le 10 janvier 2020.

## Points forts du parti
| Parti                          | Parti                              | Désignation  | Mars 2017 élection | Mars 2022 Fin |
| ------------------------------ | ---------------------------------- | ------------ | ------------------ | ------------- |
| ●                              | Democratic Unionist Party          | Unioniste    | 28                 | 26            |
| ●                              | Sinn Féin                          | Nationaliste | 27                 | 26            |
| ●                              | Social Democratic and Labour Party | Nationaliste | 12                 | 12            |
| ●                              | Ulster Unionist Party              | Unioniste    | 10                 | 10            |
| ●                              | Alliance Party of Northern Ireland | Autre        | 8                  | 7             |
|                                | Green Party Northern Ireland       | Autre        | 2                  | 2             |
|                                | Traditional Unionist Voice         | Unioniste    | 1                  | 1             |
|                                | People Before Profit               | Autre        | 1                  | 1             |
|                                | Independent                        | Autre        | 0                  | 1             |
|                                | Independent Unionist               | Unioniste    | 1                  | 3             |
|                                | Speaker                            | Aucun        | 0                  | 1             |
| Totaux par désignation         | Totaux par désignation             | Unioniste    | 40                 | 40            |
| Totaux par désignation         | Totaux par désignation             | Nationaliste | 39                 | 38            |
| Totaux par désignation         | Totaux par désignation             | Autre        | 11                 | 11            |
| Totaux par désignation         | Totaux par désignation             | Aucun        | 0                  | 1             |
| Total                          | Total                              | Total        | 90                 | 90            |
| ● = Exécutif d'Irlande du Nord |                                    |              |                    |               |

### Représentation graphique

Tel qu'élu, le 2 mars 2017
9 mai 2018
Current composition, from 10 January 2019
11 janvier 2020 jusqu'à la fin

Des partis disposés grossièrement sur le spectre nationaliste-unioniste

## MLAs par parti
Voici une liste des MLAs élus à l'Assemblée d'Irlande du Nord lors des élections de 2017 à l'Assemblée d'Irlande du Nord, triés par parti.
| Parti               | Parti                                   | Nom                        | Circonscription   | Membre depuis    |
| ------------------- | --------------------------------------- | -------------------------- | ----------------- | ---------------- |
|                     | Democratic Unionist Party (26)          | Maurice Bradley            | East Londonderry  | 5 mai 2016       |
| Paula Bradley       | Democratic Unionist Party (26)          | Belfast North              | 5 mai 2011        |                  |
| Keith Buchanan      | Democratic Unionist Party (26)          | Mid Ulster                 | 5 mai 2016        |                  |
| Thomas Buchanan     | Democratic Unionist Party (26)          | West Tyrone                | 26 novembre 2003  |                  |
| Jonathan Buckley    | Democratic Unionist Party (26)          | Upper Bann                 | 2 mars 2017       |                  |
| Joanne Bunting      | Democratic Unionist Party (26)          | Belfast East               | 5 mai 2016        |                  |
| Pam Cameron         | Democratic Unionist Party (26)          | South Antrim               | 5 mai 2011        |                  |
| Trevor Clarke †     | Democratic Unionist Party (26)          | South Antrim               | 28 juin 2017      |                  |
| Diane Dodds †       | Democratic Unionist Party (26)          | Upper Bann                 | 9 janvier 2020    |                  |
| Stephen Dunne †     | Democratic Unionist Party (26)          | North Down                 | 28 juin 2021      |                  |
| Deborah Erskine †   | Democratic Unionist Party (26)          | Fermanagh and South Tyrone | 11 octobre 2021   |                  |
| Paul Frew           | Democratic Unionist Party (26)          | North Antrim               | 21 juin 2010      |                  |
| Paul Givan          | Democratic Unionist Party (26)          | Lagan Valley               | 10 juin 2010      |                  |
| Harry Harvey †      | Democratic Unionist Party (26)          | Strangford                 | 12 septembre 2019 |                  |
| David Hilditch      | Democratic Unionist Party (26)          | East Antrim                | 25 juin 1998      |                  |
| William Humphrey    | Democratic Unionist Party (26)          | Belfast North              | 13 septembre 2010 |                  |
| William Irwin       | Democratic Unionist Party (26)          | Newry and Armagh           | 7 mars 2007       |                  |
| Gordon Lyons        | Democratic Unionist Party (26)          | East Antrim                | 19 aout 2015      |                  |
| Michelle McIlveen   | Democratic Unionist Party (26)          | Strangford                 | 7 mars 2007       |                  |
| Gary Middleton      | Democratic Unionist Party (26)          | Foyle                      | 13 avril 2015     |                  |
| Robin Newton        | Democratic Unionist Party (26)          | Belfast East               | 26 novembre 2003  |                  |
| Edwin Poots †       | Democratic Unionist Party (26)          | Belfast South              | 25 juin 1998      |                  |
| Paul Rankin †       | Democratic Unionist Party (26)          | Lagan Valley               | 14 mars 2022      |                  |
| George Robinson     | Democratic Unionist Party (26)          | East Londonderry           | 26 novembre 2003  |                  |
| Mervyn Storey       | Democratic Unionist Party (26)          | North Antrim               | 26 novembre 2003  |                  |
| Peter Weir          | Democratic Unionist Party (26)          | Strangford                 | 25 juin 1998      |                  |
|                     | Sinn Féin (26)                          | Caoimhe Archibald          | East Londonderry  | 5 mai 2016       |
| Cathal Boylan       | Sinn Féin (26)                          | Newry and Armagh           | 7 mars 2007       |                  |
| Nicola Brogan ††    | Sinn Féin (26)                          | West Tyrone                | 6 novembre 2020   |                  |
| Pádraig Delargy ††  | Sinn Féin (26)                          | Foyle                      | 13 septembre 2021 |                  |
| Linda Dillon        | Sinn Féin (26)                          | Mid Ulster                 | 5 mai 2016        |                  |
| Jemma Dolan         | Sinn Féin (26)                          | Fermanagh and South Tyrone | 2 mars 2017       |                  |
| Sinéad Ennis        | Sinn Féin (26)                          | South Down                 | 2 mars 2017       |                  |
| Ciara Ferguson ††   | Sinn Féin (26)                          | Foyle                      | 13 septembre 2021 |                  |
| Órlaithí Flynn      | Sinn Féin (26)                          | Belfast West               | 7 décembre 2016   |                  |
| Colm Gildernew †    | Sinn Féin (26)                          | Fermanagh and South Tyrone | 20 juin 2017      |                  |
| Deirdre Hargey †    | Sinn Féin (26)                          | Belfast South              | 9 janvier 2020    |                  |
| Declan Kearney      | Sinn Féin (26)                          | South Antrim               | 5 mai 2016        |                  |
| Gerry Kelly         | Sinn Féin (26)                          | Belfast North              | 25 juin 1998      |                  |
| Liz Kimmins †       | Sinn Féin (26)                          | Newry and Armagh           | 9 janvier 2020    |                  |
| Declan McAleer      | Sinn Féin (26)                          | West Tyrone                | 5 mai 2011        |                  |
| Philip McGuigan     | Sinn Féin (26)                          | North Antrim               | 30 aout 2016      |                  |
| Maolíosa McHugh †   | Sinn Féin (26)                          | West Tyrone                | 28 mai 2019       |                  |
| Aine Murphy †       | Sinn Féin (26)                          | Fermanagh and South Tyrone | 2 juillet 2021    |                  |
| Aisling Reilly †    | Sinn Féin (26)                          | Belfast West               | 14 octobre 2021   |                  |
| Emma Rogan †        | Sinn Féin (26)                          | South Down                 | 20 juin 2017      |                  |
| Emma Sheerin †      | Sinn Féin (26)                          | Mid Ulster                 | 4 décembre 2018   |                  |
| Conor Murphy        | Sinn Féin (26)                          | Newry and Armagh           | 8 juin 2015       |                  |
| Carál Ní Chuilín    | Sinn Féin (26)                          | Belfast North              | 7 mars 2007       |                  |
| John O'Dowd         | Sinn Féin (26)                          | Upper Bann                 | 26 November 2003  |                  |
| Michelle O'Neill    | Sinn Féin (26)                          | Mid Ulster                 | 7 mars 2007       |                  |
| Pat Sheehan         | Sinn Féin (26)                          | Belfast West               | 7 décembre 2010   |                  |
|                     | Social Democratic and Labour Party (12) | Sinéad Bradley             | South Down        | 5 mai 2016       |
| Pat Catney          | Social Democratic and Labour Party (12) | Lagan Valley               | 2 mars 2017       |                  |
| Mark H. Durkan      | Social Democratic and Labour Party (12) | Foyle                      | 5 May 2011        |                  |
| Cara Hunter †       | Social Democratic and Labour Party (12) | East Londonderry           | 18 mai 2020       |                  |
| Dolores Kelly       | Social Democratic and Labour Party (12) | Upper Bann                 | 2 mars 2017       |                  |
| Nichola Mallon      | Social Democratic and Labour Party (12) | Belfast North              | 5 mai 2016        |                  |
| Daniel McCrossan    | Social Democratic and Labour Party (12) | West Tyrone                | 7 janvier 2016    |                  |
| Patsy McGlone       | Social Democratic and Labour Party (12) | Mid Ulster                 | 26 novembre 2003  |                  |
| Colin McGrath       | Social Democratic and Labour Party (12) | South Down                 | 5 mai 2016        |                  |
| Sinead McLaughlin † | Social Democratic and Labour Party (12) | Foyle                      | 10 janvier 2020   |                  |
| Justin McNulty      | Social Democratic and Labour Party (12) | Newry and Armagh           | 5 mai 2016        |                  |
| Matthew O'Toole †   | Social Democratic and Labour Party (12) | Belfast South              | 11 janvier 2020   |                  |
|                     | Ulster Unionist Party (10)              | Steve Aiken                | South Antrim      | 5 mai 2016       |
| Andy Allen          | Ulster Unionist Party (10)              | Belfast East               | 15 septembre 2015 |                  |
| Rosemary Barton     | Ulster Unionist Party (10)              | Fermanagh and South Tyrone | 5 mai 2016        |                  |
| Doug Beattie        | Ulster Unionist Party (10)              | Upper Bann                 | 5 mai 2016        |                  |
| Roy Beggs, Jr.      | Ulster Unionist Party (10)              | East Antrim                | 25 juin 1998      |                  |
| Robbie Butler       | Ulster Unionist Party (10)              | Lagan Valley               | 5 mai 2016        |                  |
| Alan Chambers       | Ulster Unionist Party (10)              | North Down                 | 5 mai 2016        |                  |
| Mike Nesbitt        | Ulster Unionist Party (10)              | Strangford                 | 5 mai 2011        |                  |
| John Stewart        | Ulster Unionist Party (10)              | East Antrim                | 2 mars 2017       |                  |
| Robin Swann         | Ulster Unionist Party (10)              | North Antrim               | 5 mai 2011        |                  |
|                     | Alliance Party of Northern Ireland (7)  | Kellie Armstrong           | Strangford        | 5 mai 2016       |
| Paula Bradshaw      | Alliance Party of Northern Ireland (7)  | Belfast South              | 5 mai 2016        |                  |
| Stewart Dickson     | Alliance Party of Northern Ireland (7)  | East Antrim                | 5 mai 2011        |                  |
| John Blair †        | Alliance Party of Northern Ireland (7)  | South Antrim               | 27 juin 2018      |                  |
| Naomi Long ††       | Alliance Party of Northern Ireland (7)  | Belfast East               | 9 janvier 2020    |                  |
| Chris Lyttle        | Alliance Party of Northern Ireland (7)  | Belfast East               | 5 juillet 2010    |                  |
| Andrew Muir †       | Alliance Party of Northern Ireland (7)  | North Down                 | 16 décembre 2019  |                  |
|                     | Green Party in Northern Ireland (2)     | Clare Bailey               | Belfast South     | 5 mai 2016       |
| Rachel Woods †      | Green Party in Northern Ireland (2)     | North Down                 | 7 octobre 2019    |                  |
|                     | People Before Profit (1)                | Gerry Carroll              | Belfast West      | 5 mai 2016       |
|                     | Traditional Unionist Voice (1)          | Jim Allister               | North Antrim      | 5 May 2011       |
|                     | Independent Unionist (3)                | Alex Easton ‡              | North Down        | 26 novembre 2003 |
| Claire Sugden       | Independent Unionist (3)                | East Londonderry           | 6 mai 2014        |                  |
| Jim Wells ‡         | Independent Unionist (3)                | South Down                 | 25 juin 1998      |                  |
|                     | Independent (1)                         | Trevor Lunn ‡              | Lagan Valley      | 7 mars 2007      |
|                     | Speaker (1)                             | Alex Maskey ‡              | Belfast West      | 25 juin 1998     |

† Coopté pour remplacer un MLA élu
‡ Changement d'affiliation en cours de mandat

## MLAs par circonscription
La liste est donnée par ordre alphabétique par circonscription.
| Membres de la 6e Assemblée d'Irlande du Nord | Membres de la 6e Assemblée d'Irlande du Nord | Membres de la 6e Assemblée d'Irlande du Nord | Membres de la 6e Assemblée d'Irlande du Nord |
| Circonscription                              | Nom                                          | Parti                                        | Parti                                        |
| -------------------------------------------- | -------------------------------------------- | -------------------------------------------- | -------------------------------------------- |
| Belfast East                                 | Andy Allen                                   |                                              | Ulster Unionist Party                        |
| Belfast East                                 | Joanne Bunting                               |                                              | Democratic Unionist Party                    |
| Belfast East                                 | Naomi Long ††                                |                                              | Alliance Party of Northern Ireland           |
| Belfast East                                 | Chris Lyttle                                 |                                              | Alliance Party of Northern Ireland           |
| Belfast East                                 | Robin Newton                                 |                                              | Democratic Unionist Party                    |
| Belfast North                                | Paula Bradley                                |                                              | Democratic Unionist Party                    |
| Belfast North                                | William Humphrey                             |                                              | Democratic Unionist Party                    |
| Belfast North                                | Gerry Kelly                                  |                                              | Sinn Féin                                    |
| Belfast North                                | Nichola Mallon                               |                                              | Social Democratic and Labour Party           |
| Belfast North                                | Carál Ní Chuilín                             |                                              | Sinn Féin                                    |
| Belfast South                                | Clare Bailey                                 |                                              | Green Party in Northern Ireland              |
| Belfast South                                | Paula Bradshaw                               |                                              | Alliance Party of Northern Ireland           |
| Belfast South                                | Deirdre Hargey †                             |                                              | Sinn Féin                                    |
| Belfast South                                | Matthew O'Toole †                            |                                              | Social Democratic and Labour Party           |
| Belfast South                                | Edwin Poots †                                |                                              | Democratic Unionist Party                    |
| Belfast West                                 | Gerry Carroll                                |                                              | People Before Profit                         |
| Belfast West                                 | Órlaithí Flynn                               |                                              | Sinn Féin                                    |
| Belfast West                                 | Alex Maskey ‡                                |                                              | Speaker                                      |
| Belfast West                                 | Aisling Reilly †                             |                                              | Sinn Féin                                    |
| Belfast West                                 | Pat Sheehan                                  |                                              | Sinn Féin                                    |
| East Antrim                                  | Roy Beggs, Jr.                               |                                              | Ulster Unionist Party                        |
| East Antrim                                  | Stewart Dickson                              |                                              | Alliance Party of Northern Ireland           |
| East Antrim                                  | David Hilditch                               |                                              | Democratic Unionist Party                    |
| East Antrim                                  | Gordon Lyons                                 |                                              | Democratic Unionist Party                    |
| East Antrim                                  | John Stewart                                 |                                              | Ulster Unionist Party                        |
| East Londonderry                             | Caoimhe Archibald                            |                                              | Sinn Féin                                    |
| East Londonderry                             | Maurice Bradley                              |                                              | Democratic Unionist Party                    |
| East Londonderry                             | Cara Hunter †                                |                                              | Social Democratic and Labour Party           |
| East Londonderry                             | George Robinson                              |                                              | Democratic Unionist Party                    |
| East Londonderry                             | Claire Sugden                                |                                              | Independent Unionist                         |
| Fermanagh and South Tyrone                   | Rosemary Barton                              |                                              | Ulster Unionist Party                        |
| Fermanagh and South Tyrone                   | Jemma Dolan                                  |                                              | Sinn Féin                                    |
| Fermanagh and South Tyrone                   | Deborah Erskine †                            |                                              | Democratic Unionist Party                    |
| Fermanagh and South Tyrone                   | Colm Gildernew †                             |                                              | Sinn Féin                                    |
| Fermanagh and South Tyrone                   | Aine Murphy †                                |                                              | Sinn Féin                                    |
| Foyle                                        | Pádraig Delargy ††                           |                                              | Sinn Féin                                    |
| Foyle                                        | Mark H. Durkan                               |                                              | Social Democratic and Labour Party           |
| Foyle                                        | Ciara Ferguson ††                            |                                              | Sinn Féin                                    |
| Foyle                                        | Sinead McLaughlin †                          |                                              | Social Democratic and Labour Party           |
| Foyle                                        | Gary Middleton                               |                                              | Democratic Unionist Party                    |
| Lagan Valley                                 | Robbie Butler                                |                                              | Ulster Unionist Party                        |
| Lagan Valley                                 | Pat Catney                                   |                                              | Social Democratic and Labour Party           |
| Lagan Valley                                 | Paul Givan                                   |                                              | Democratic Unionist Party                    |
| Lagan Valley                                 | Trevor Lunn ‡                                |                                              | Independent                                  |
| Lagan Valley                                 | Paul Rankin †                                |                                              | Democratic Unionist Party                    |
| Mid Ulster                                   | Keith Buchanan                               |                                              | Democratic Unionist Party                    |
| Mid Ulster                                   | Linda Dillon                                 |                                              | Sinn Féin                                    |
| Mid Ulster                                   | Patsy McGlone                                |                                              | Social Democratic and Labour Party           |
| Mid Ulster                                   | Michelle O'Neill                             |                                              | Sinn Féin                                    |
| Mid Ulster                                   | Emma Sheerin †                               |                                              | Sinn Féin                                    |
| Newry and Armagh                             | Cathal Boylan                                |                                              | Sinn Féin                                    |
| Newry and Armagh                             | William Irwin                                |                                              | Democratic Unionist Party                    |
| Newry and Armagh                             | Liz Kimmins †                                |                                              | Sinn Féin                                    |
| Newry and Armagh                             | Justin McNulty                               |                                              | Social Democratic and Labour Party           |
| Newry and Armagh                             | Conor Murphy                                 |                                              | Sinn Féin                                    |
| North Antrim                                 | Jim Allister                                 |                                              | Traditional Unionist Voice                   |
| North Antrim                                 | Paul Frew                                    |                                              | Democratic Unionist Party                    |
| North Antrim                                 | Philip McGuigan                              |                                              | Sinn Féin                                    |
| North Antrim                                 | Mervyn Storey                                |                                              | Democratic Unionist Party                    |
| North Antrim                                 | Robin Swann                                  |                                              | Ulster Unionist Party                        |
| North Down                                   | Alan Chambers                                |                                              | Ulster Unionist Party                        |
| North Down                                   | Stephen Dunne †                              |                                              | Democratic Unionist Party                    |
| North Down                                   | Alex Easton ‡                                |                                              | Independent Unionist                         |
| North Down                                   | Andrew Muir †                                |                                              | Alliance Party of Northern Ireland           |
| North Down                                   | Rachel Woods †                               |                                              | Green Party in Northern Ireland              |
| South Antrim                                 | Steve Aiken                                  |                                              | Ulster Unionist Party                        |
| South Antrim                                 | John Blair †                                 |                                              | Alliance Party of Northern Ireland           |
| South Antrim                                 | Pam Cameron                                  |                                              | Democratic Unionist Party                    |
| South Antrim                                 | Trevor Clarke †                              |                                              | Democratic Unionist Party                    |
| South Antrim                                 | Declan Kearney                               |                                              | Sinn Féin                                    |
| South Down                                   | Sinéad Bradley                               |                                              | Social Democratic and Labour Party           |
| South Down                                   | Sinéad Ennis                                 |                                              | Sinn Féin                                    |
| South Down                                   | Colin McGrath                                |                                              | Social Democratic and Labour Party           |
| South Down                                   | Emma Rogan †                                 |                                              | Sinn Féin                                    |
| South Down                                   | Jim Wells ‡                                  |                                              | Independent Unionist                         |
| Strangford                                   | Kellie Armstrong                             |                                              | Alliance Party of Northern Ireland           |
| Strangford                                   | Harry Harvey †                               |                                              | Democratic Unionist Party                    |
| Strangford                                   | Michelle McIlveen                            |                                              | Democratic Unionist Party                    |
| Strangford                                   | Mike Nesbitt                                 |                                              | Ulster Unionist Party                        |
| Strangford                                   | Peter Weir                                   |                                              | Democratic Unionist Party                    |
| Upper Bann                                   | Doug Beattie                                 |                                              | Ulster Unionist Party                        |
| Upper Bann                                   | Jonathan Buckley                             |                                              | Democratic Unionist Party                    |
| Upper Bann                                   | Diane Dodds †                                |                                              | Democratic Unionist Party                    |
| Upper Bann                                   | Dolores Kelly                                |                                              | Social Democratic and Labour Party           |
| Upper Bann                                   | John O'Dowd                                  |                                              | Sinn Féin                                    |
| West Tyrone                                  | Nicola Brogan ††                             |                                              | Sinn Féin                                    |
| West Tyrone                                  | Thomas Buchanan                              |                                              | Democratic Unionist Party                    |
| West Tyrone                                  | Declan McAleer                               |                                              | Sinn Féin                                    |
| West Tyrone                                  | Daniel McCrossan                             |                                              | Social Democratic and Labour Party           |
| West Tyrone                                  | Maolíosa McHugh †                            |                                              | Sinn Féin                                    |

† Coopté en remplacement d'un MLA élu
‡ Changement d'affiliation en cours de mandat

## Changements depuis l'élection

### † Co-options
| Date cooptation   | Circonscription            | Parti | Parti      | Sortant              | Coopté                                                   | Raison |
| ----------------- | -------------------------- | ----- | ---------- | -------------------- | -------------------------------------------------------- | --- |
| 20 juin 2017      | West Tyrone                |       | Sinn Féin  | Barry McElduff       | Catherine Kelly                                          | Barry McElduff élu Membre du Parlement de West Tyrone lors des Élections générales de 2017.                             |
| 20 juin 2017      | Foyle                      |       | Sinn Féin  | Elisha McCallion     | Karen Mullan                                             | Elisha McCallion élu Membre du Parlement de Foyle lors des Élections générales de 2017.                                 |
| 20 juin 2017      | Fermanagh and South Tyrone |       | Sinn Féin  | Michelle Gildernew   | Colm Gildernew                                           | Michelle Gildernew élu Membre du Parlement de Fermanagh and South Tyrone lors des Élections générales de 2017.          |
| 20 juin 2017      | South Down                 |       | Sinn Féin  | Chris Hazzard        | Emma Rogan                                               | Chris Hazzard élu Membre du Parlement de South Down lors des Élections générales de 2017.                               |
| 28 juin 2017      | South Antrim               |       | DUP        | Paul Girvan          | Trevor Clarke                                            | Paul Girvan élu Membre du Parlement de South Antrim lors des Élections générales de 2017.                               |
| 27 juin 2018      | South Antrim               |       | Alliance   | David Ford           | John Blair (homme politique d'Irlande du Nord)John Blair | David Ford a démissionné.                                                                                               |
| 4 décembre 2018   | Mid Ulster                 |       | Sinn Féin  | Ian Milne            | Emma Sheerin                                             | Ian Milne a été coopté au Mid Ulster District Council.                                                                  |
| 28 mai 2019       | West Tyrone                |       | Sinn Féin  | Michaela Boyle       | Maoliosa McHugh                                          | Michaela Boyle a été élue au Derry and Strabane District Council lors des élections locales de 2019 en Irlande du Nord. |
| 1 Juillet 2019    | Belfast East               |       | Alliance   | Naomi Long           | Máire Hendron                                            | Naomi Long élue membre du Parlement européen pour l'Irlande du Nord lors des élections au Parlement européen de 2019.   |
| 12 septembre 2019 | Strangford                 |       | DUP        | Simon Hamilton       | Harry Harvey                                             | Simon Hamilton a démissionné.                                                                                           |
| 7 octobre 2019    | North Down                 |       | Green (NI) | Steven Agnew         | Rachel Woods                                             | Steven Agnew a démissionné.                                                                                             |
| 16 décembre 2019  | North Down                 |       | Alliance   | Stephen Farry        | Andrew Muir                                              | Stephen Farry élu Membre du Parlement de North Down lors des Élections générales de 2019.                               |
| 9 janvier 2020    | Belfast East               |       | Alliance   | Máire Hendron        | Naomi Long                                               | Máire Hendron a démissionné.                                                                                            |
| 9 janvier 2020    | Upper Bann                 |       | DUP        | Carla Lockhart       | Diane Dodds                                              | Carla Lockhart élu Membre du Parlement de Upper Bann lors des Élections générales de 2019.                              |
| 9 janvier 2020    | Newry and Armagh           |       | Sinn Féin  | Megan Fearon         | Liz Kimmins                                              | Megan Fearon a démissionné.                                                                                             |
| 9 janvier 2020    | Belfast South              |       | Sinn Féin  | Máirtín Ó Muilleoir  | Deirdre Hargey                                           | Máirtín Ó Muilleoir a démissionné.                                                                                      |
| 9 janvier 2020    | Foyle                      |       | SDLP       | Colum Eastwood       | Sinead McLaughlin                                        | Colum Eastwood élu Membre du Parlement de Foyle lors des Élections générales de 2019.                                   |
| 9 janvier 2020    | Belfast South              |       | SDLP       | Claire Hanna         | Matthew O'Toole                                          | Claire Hanna élu Membre du Parlement de Belfast South lors des Élections générales de 2019.                             |
| 10 Février 2020   | Foyle                      |       | Sinn Féin  | Raymond McCartney    | Martina Anderson                                         | Raymond McCartney a démissionné.                                                                                        |
| 18 mai 2020       | East Londonderry           |       | SDLP       | John Dallat          | Cara Hunter                                              | John Dallat est mort.                                                                                                   |
| 6 novembre 2020   | West Tyrone                |       | Sinn Féin  | Catherine Kelly      | Nicola Brogan                                            | Catherine Kelly a démissionné.                                                                                          |
| 28 juin 2021      | North Down                 |       | DUP        | Gordon Dunne         | Stephen Dunne                                            | Gordon Dunne died. |
| 4 Juillet 2021    | Fermanagh and South Tyrone |       | Sinn Féin  | Sean Lynch           | Aine Murphy                                              | Sean Lynch a démissionné.                                                                                               |
| 13 septembre 2021 | Foyle                      |       | Sinn Féin  | Karen Mullan         | Pádraig Delargy                                          | Karen Mullan a démissionné.                                                                                             |
| 13 septembre 2021 | Foyle                      |       | Sinn Féin  | Martina Anderson     | Ciara Ferguson                                           | Martina Anderson a démissionné.                                                                                         |
| 11 octobre 2021   | Fermanagh and South Tyrone |       | DUP        | Arlene Foster        | Deborah Erskine                                          | Arlene Foster a démissionné.                                                                                            |
| 14 octobre 2021   | Belfast West               |       | Sinn Féin  | Fra McCann           | Aisling Reilly                                           | Fra McCann a démissionné.                                                                                               |
| 7 mars 2022       | Belfast South              |       | DUP        | Christopher Stalford | Edwin Poots                                              | Christopher Stalford est mort.                                                                                          |
| 14 mars 2022      | Lagan Valley               |       | DUP        | Edwin Poots          | Paul Rankin                                              | Edwin Poots a démissionné afin d'être transféré à Belfast South.                                                        |

### ‡ Changements d'affiliation
| Date            | Circonscription | Nom         | Affiliation précédente | Affiliation précédente | Nouvelle affiliation | Nouvelle affiliation | Circonstance                                                                                        |
| --------------- | --------------- | ----------- | ---------------------- | ---------------------- | -------------------- | -------------------- | --------------------------------------------------------------------------------------------------- |
| 9 Mai 2018      | South Down      | Jim Wells   |                        | DUP                    |                      | Ind U                | Le whip du DUP Jim Wells s’est retiré à la suite de critiques à l’endroit de la direction du parti. |
| 11 janvier 2020 | Belfast West    | Alex Maskey |                        | Sinn Féin              |                      | Speaker              | Alex Maskey élu Speaker de l'Assemblée lors de sa première séance.                                  |
| 2 mars 2020     | Lagan Valley    | Trevor Lunn |                        | Alliance               |                      | Indépendant          | Trevor Lunn a démissionné d'Alliance en raison de "difficultés internes".                           |
| 1 Juillet 2021  | North Down      | Alex Easton |                        | DUP                    |                      | Ind U                | Alex Easton a démissionné du DUP à la suite de changements à la direction du parti.                 |